# Universidad de Las Palmas de Gran Canaria Club de Fútbol
El Universidad de Las Palmas de Gran Canaria Club de Fútbol, también conocido popularmente como Universidad de Las Palmas, Uni o por sus siglas ULPGC, fue un club de fútbol español de la ciudad de Las Palmas de Gran Canaria, en la isla de Gran Canaria. Fue fundado en 1994 con el nombre de Vegueta Universidad Club de Fútbol. Desapareció el 7 de julio de 2011 debido a una disolución por impago a sus jugadores. Los colores que identificaban al club eran el azul marino y el naranja ocre. A lo largo de su historia, llegó a jugar hasta en siete estadios distintos: el campo de fútbol Barranco Seco, el Campus Universitario de Tafira, el Estadio Municipal de Maspalomas, el campo municipal Juan Guedes, el Estadio Insular, el Estadio Alfonso Silva y el Estadio Pepe Gonçalvez. 
En su historial deportivo, militó una temporada en Segunda División, doce en Segunda B, una en Tercera y tres en Regionales. Históricamente es el centésimo trigésimo tercero en la clasificación histórica de Segunda con 39 puntos, y el tercer mejor equipo de Canarias por sus registros en categoría nacional. Se convirtió en el primer equipo universitario español que llegó a jugar en el fútbol profesional, además de ser también el único en la historia del fútbol español que ha conseguido llegar a Segunda División desde la categoría regional más baja en tan solo seis años, récord que aún ostenta.

## Historia

### Antecedentes

Logotipo de la Universidad de Las Palmas de Gran Canaria.

Entre abril y mayo del año 1989, debido a la nueva Ley de Reorganización Universitaria de Canarias, se fundó en Las Palmas una institución de carácter público fruto de la reivindicación social ejercida años atrás. Esta institución se denominó Universidad de Las Palmas de Gran Canaria (ULPGC), un centro educativo dedicado a la enseñanza universitaria independiente de la Universidad de La Laguna, única hasta ese momento en la docencia de carreras no técnicas en Canarias, y pasando a integrar en su seno a la Universidad Politécnica de Canarias. Durante 1989 y 1990, se instaló la sede institucional del rectorado en el barrio de Vegueta.
Resultado de este cambio, un grupo de amigos del centro comenzaron a practicar fútbol los viernes por la tarde, disputando partidos no oficiales en lugares habilitados para ello contra otros conjuntos formados para la ocasión. Con el paso del tiempo, el grupo de amigos consolidó un equipo tras comenzar a usar las instalaciones de Barranco Seco, con permiso de la Unión Deportiva Las Palmas, propietaria del terreno. 

### La Génesis
A semejanza de tantos equipos nacionales y extranjeros que surgieron a finales del siglo XXI y principios del XX, el club nació del deseo de unos amigos, estudiantes universitarios, abogados, exfutbolistas... de practicar fútbol oficialmente. En 1994, Francisco José Gómez Cáceres propuso la idea de competir con otros equipos federados. Se buscaba divertirse jugando al fútbol pero a otro nivel, a un nivel de más exigencia. En las reuniones mantenidas tras los partidos en torno a la mesa del restaurante de turno, generalmente en alguno del barrio capitalino de Vegueta, se fue gestando la creación oficial del club. Allí se hablaba del nivel alcanzado por el equipo y algunos buscaban más competencia, o sea, encuentros contra otros equipos de mayor potencial. La aventura pasaba por inscribir al equipo en la Federación Interinsular de Fútbol de Las Palmas y competir en la liga insular de menor categoría. La calidad técnica estaba asegurada en un equipo donde figuraban exfutbolistas profesionales y otros que recién acababan de colgar las botas como jugadores de equipos locales. Así nació el Vegueta Universidad Club de Fútbol.
El equipo adoptó el nombre del barrio que lo vio nacer, primigenio de la capital de Gran Canaria: Vegueta. La procedencia universitaria de muchos de aquellos amigos que se habían conjurado en la formación del equipo y el deseo de pasear el nombre de la Universidad grancanaria, por entonces recién creada, fue la causa de que el equipo se denominara con ese nombre. De ese modo, lo que en un principio parecía solo una buena idea, había cristalizado de forma definitiva y en la temporada 1994-1995 el Vegueta Universidad Club de Fútbol empezaría a competir en la Segunda Categoría Insular. La primera indumentaria consistía en camiseta verde y pantalón blanco, mientras que el campo de fútbol de Barranco Seco se convirtió en el recinto donde disputar los encuentros como local.

### Ascenso a Primera Regional (1995)
Para la primera temporada del club, Alejandro Morales se hizo cargo de la presidencia mientras que la dirección técnica del equipo estuvo en las manos primero de Rafael Torres y después en las de José Manuel 'Mamé' León, el que fuera jugador de la U. D. Las Palmas que se proclamó subcampeón de Liga en 1° División la temporada 1968-1969. El primer encuentro oficial que jugó el Vegueta Universidad C. F. fue contra el C. D. Arguineguín que vencería aquel encuentro por 3 goles a 0. Jugaron aquel histórico partido: Guillermo en la portería, Gómez Cáceres, quien más tarde sería el mismo presidente, Sintes, Julio Suárez, que llegaría a ser secretario técnico y delegado también del club, Nano Güerri, Víctor, Chema, Francisco José León y Tomás Cabrera. A lo largo de la competición se incorporaron al equipo Luiso Saavedra y Javier Campos. El resultado fue que, esa primera temporada en competición oficial, el Vegueta Universidad C. F. se proclamaría campeón del grupo sur en 2° Regional y ascendería a la 1° Categoría Insular. Mario Suárez conseguiría el primer gol en la historia del club en un encuentro oficial el 15 de septiembre de 1994 contra el histórico conjunto porteño del Racing Club. El Vegueta Universidad vencería por 3-0 al equipo de La Isleta.

### Ascenso a Preferente (1995-96)
El club comienza las relaciones con la Universidad de Las Palmas de Gran Canaria. Tanto el entonces rector, don Francisco Rubio Royo, como su vicerrector, don Pablo Saavedra, se interesaron por el proyecto deportivo del club. Los contactos mantenidos cuajaron y el equipo empezó a utilizar para entrenar y jugar las instalaciones del Campus Universitario de Tafira. El equipo se reforzó con Juan Román, Marcos Santana y Lucas Pérez (quien sería más adelante director general del Club). José Manuel 'Mamé' León continuó desempeñando las tareas de entrenador. La competición en 1.ª Categoría Insular estuvo muy reñida. Al finalizar la temporada se consiguió un nuevo ascenso, el segundo consecutivo, esta vez a la Categoría Preferente. En esta temporada, Lucas Pérez que, por entonces jugaba de delantero centro, estableció una marca difícil de superar al marcar 5 de los 9 goles con los que el Vegueta Universidad C. F. derrotó a la U. D. Remudas. Esta cifra de goles conseguidas en un solo encuentro no volvería a alcanzarse ni superarse por ningún otro jugador universitario, si bien es verdad que Julio Suárez, Berto Ortega y José León, con 4 goles cada uno en un partido, se llegaron a aproximar. Al finalizar la temporada, Julio Suárez se retiró de la práctica del fútbol pero quedó vinculado a la entidad como segundo entrenador y delegado.

### Ascenso a Tercera División (1996-97)
El 5 de septiembre de 1996, la Universidad de Las Palmas de Gran Canaria se inscribió en el Registro de Entidades Deportivas de Canarias, creando varias disciplinas deportivas. La Universidad se hizo cargo del Vegueta y lo convirtió en su sección de fútbol, cambiando su nombre a Universidad de Las Palmas de Gran Canaria Club de Fútbol, participando en la campaña 1996-97 con esta denominación. La equipación también cambió. Los jugadores comenzaron a lucir la siguiente indumentaria: camiseta, pantalón y medias azul marinas con ribetes amarillos en el costado, cuello de las camisetas y pantalones, así como en la vuelta de las medias. La primera sede social se abre esta temporada en la calle Alonso Alvarado de Las Palmas de Gran Canaria. Tomó las riendas del club como presidente: Alfredo Morales. 'Mamé' León, el entrenador de los ascensos, continuó como técnico. El Universidad incorpora en sus filas a jugadores de la talla de Óscar González, Francis Santana y Javier Hernández. Muchos conjuntos históricos de la provincia de Las Palmas buscaban en esta categoría el ascenso que pudiera consolidarlos, pero volvía a ser el Universidad el que lo conseguiría para ascender a la Tercera División. Nadie lo hubiera pensado seriamente tres años atrás, pero ahí estaba el cuadro universitario con su tercer ascenso consecutivo.

### Ascenso a Segunda División B (1997-98)
El Universidad milita en Tercera División de la mano de 'Mamé' León, pero este no termina la temporada con el equipo y su lugar en la dirección técnica la toma un tándem formado por Benito Morales y José Florido. La plantilla se reforzó con Francis Hernández, Eduardo Ramos, Guillermo Castro, Marcos Cruz Pérez, Santi Segura y Óscar Pérez. Esta sería la última temporada como jugador de Francisco José Gómez Cáceres que siguió ocupando la vicepresidencia del club. Al final de la temporada también se retira José León, y el guardameta Guillermo O’Shanahan y Lucas Pérez dejan el primer equipo para incorporarse al filial. El primer encuentro en categoría nacional fue contra la U. D. Lanzarote en el Campus Universitario de Tafira. El resultado fue de 2 a 0 con goles conseguidos por Francis Santana y Javier Hernández. Jugaron aquel histórico partido: Guillermo; Carlos (Lucas Pérez lo sustituyó en el minuto 78), Óscar Pérez, Óscar González, Luiso Saavedra, Francis Hernández, Cruz Pérez, José León (Antonio entró en el minuto 52), Javier Hernández, Javier Campos (Alfredo lo sustituyó en el minuto 35) y Francis Santana. El Universidad solo perdió 4 encuentros de liga esa temporada. La liguilla de ascenso a Segunda División B la jugó contra el C.D. Corralejo, la U. D. Las Palmas "B" y la U. D. Lanzarote. Se había realizado otra excelente campaña: campeón del grupo canario de la Tercera División. Se lograba el cuarto ascenso consecutivo.

### Primer año en Segunda División B (1998-99)
Se hace cargo de la dirección técnica Álvaro Pérez, mientras que Julio Suárez continúa de segundo entrenador. Se incorporan al equipo jugadores que serían carismáticos dentro del club como José Ojeda (el alma y eterno capitán del equipo que estaría nada menos que 13 temporadas en el equipo) y Jonathan Sesma. También entraron esta temporada en el equipo: Santi Lampón, Ismael Santana, Sergio Hernández, Dani Olsson, Yeray Ortega y Borja García. Por primera vez en la historia del club se juega la Copa del Rey. El rival fue la S. D. Compostela, entonces equipo de Segunda División que recién había descendido de Primera División. El partido de ida jugado en Las Palmas quedó en empate a uno, mientras que en la vuelta el resultado fue de 2 a 1 a favor del cuadro gallego. En su estreno en la Segunda División B, el Universidad vuelve a realizar una excelente campaña, proclamándose subcampeones de su grupo, lo que les dio derecho a jugar la liguilla de ascenso contra conjuntos históricos del fútbol español: U. D. Melilla, Burgos C. F. y Elche C. F.. Sería el cuadro ilicitano el que finalmente lograría el ascenso. El conjunto grancanario debió luchar durante toda la competición contra los intereses del Real Madrid B, Racing de Ferrol, C.D. Mensajero y Talavera C. F. para ocupar una de las cuatro primeras plazas que daban derecho a jugar la liguilla de ascenso a Segunda División.

### Ascenso a Segunda División (1999-00)
Toma las riendas de la dirección técnica el técnico tinerfeño David Amaral. Se incorporan al cuadro universitario los guardametas Moisés Trujillo y Juan Garrido Canales; Alberto Hernández, José Luis Padrón, Óscar Celada, Pedro Vega, Jon Bakero, Óscar Bruzón y Joaquín Béjar Martínez, más conocido como Quini, delantero goleador de 32 años procedente del C.D. Toledo que llegó al equipo en mayo de 2000. El Universidad finaliza campeón de su grupo y juega la liguilla de ascenso de categoría que también la gana. El equipo universitario se convertiría en el tercer conjunto canario, tras la U. D. Las Palmas y el C.D. Tenerife en alcanzar la división de plata del fútbol español. Faltando varias jornadas, el conjunto azul marino se aseguró jugar la liguilla. Al final de la competición, el “Uni” se hizo con el primer puesto. La clave estuvo en la sólida defensa articulada por David Amaral que solo encajó 17 goles y en la rentabilidad de los goles anotados, solo 40 goles, menos que el decimotercero, el C. F. Fuenlabrada. 
La penúltima jornada de la liguilla enfrentaba al Real Zaragoza "B" y al Xerez. Este encuentro se adelantó al sábado y concluyó con la victoria del filial aragonés por 3 a 1. Este resultado proclamaba campeón de la liguilla al Universidad de Las Palmas pasara lo que pasara en los dos encuentros que le quedaban por disputar contra el histórico Hércules de Alicante. Se ascendió a Segunda División A. Varios miembros de la plantilla, a escondidas del técnico, seguían por la radio lo que acontecía en Zaragoza. Cuando a falta de diez minutos para finalizar el partido, Tino anotaba el 3 a 1 para el Zaragoza B, los gritos de júbilo estallaron en la concentración. Al finalizar el partido de Zaragoza, todos en la concentración se felicitaron por el ascenso alcanzado y se bañaron en la piscina del Hotel Escuela de Santa Brígida. El Universidad de Las Palmas C. F. se había convertido en el segundo club de Gran Canaria en llegar a Segunda División. Los jugadores lo celebraron en la Fuente Luminosa de Las Palmas de Gran Canaria. El 17 de junio de 2000 sería una fecha histórica para el fútbol canario. Una fecha en la que un modesto equipo con apenas seis años de existencia logró colocarse en la Liga de Fútbol Profesional con un brillante ascenso a Segunda División A, además en el mismo año en el que la U. D. Las Palmas retornaba a Primera División. El Universidad de Las Palmas C. F. se convertía en el primer equipo de fútbol universitario español que llegaba a jugar en categoría profesional.

### Una temporada en el fútbol profesional (2000-01)
Fue la temporada del sueño hecho realidad y, a la vez, la temporada de las adversidades. Jugar en Segunda División exigía disputar los encuentros en terrenos de césped natural. Por esta razón, nada más alcanzar el ascenso, la directiva universitaria buscó la posibilidad de jugar en el Estadio Insular (único recinto de Las Palmas de Gran Canaria que reunía las condiciones para la práctica del fútbol profesional). Sin embargo, el consejo de administración de la U. D. Las Palmas se negó a compartir el terreno de juego, por lo que la directiva universitaria barajó varias posibilidades, como la de poner césped natural al terreno del Campus Universitario de Tafira. Al final, un acuerdo con el Ayuntamiento de San Bartolomé de Tirajana vinculó al club por dos temporadas para jugar los encuentros como local en el campo de fútbol propiedad del municipio sureño, cediendo el Estadio Municipal de Maspalomas para que el Universidad disputara sus partidos como local, pero hubo que acondicionar el campo, pasando por muchas dificultades para conseguir un césped en buen estado que no lo tuvo hasta bien entrado el campeonato. Mientras tanto, el conjunto grancanario se las vio y se las deseó para entrenar. David Amaral no dispuso de campo fijo donde entrenar y se tuvo que recurrir a distintas instalaciones. Estos problemas, además de la lejanía del recinto de juego respecto de los seguidores del equipo (el estadio estaba al otro extremo de la isla) y la inexperiencia del equipo en la categoría, fueron obstáculos que no pudo esquivar el equipo. A David Amaral lo sustituyó Carlos Sánchez Aguiar. A pesar de los refuerzos (Alexis Trujillo, Toni Robaina, Marcos Sequeiros, Juan Manuel Prieto, Víctor Afonso, Oti…) el equipo acabaría perdiendo la categoría.
Sin embargo, el estreno en 2.ª División fue bastante esperanzador con un empate a cero goles ante el Sporting en El Molinón de Gijón. Jugaron aquel histórico partido: Tato, Bruzón, Guillermo, José Ojeda, Esteban Torre, (Sergio, min. 82), Alexis Trujillo, Ismael, Jonathan Sesma, Oti (Óscar Celada, min. 90), Dani Olsson y Francis Santana (Alberto, min. 74). El equipo no conocería la victoria hasta la 10.ª jornada cuando derrotó al Atlético de Madrid en el Municipal de Maspalomas por 2 a 1. Jonathan Sesma y Prieto anotaron los tantos azul marino. La reacción del equipo se produjo tarde y, aunque hasta las últimas jornadas se estuvo con posibilidades de eludir el descenso de categoría, al final se perdió lo ganado en la anterior campaña. Algunas derrotas por la mínima y empates cosechados en casa cuando se ganaban los encuentros, hicieron que el conjunto azul marino estuviera siempre en los puestos bajos de la tabla. La reacción final fue insuficiente para que el equipo se alejara de los puestos de descenso. El sabor de estar entre los grandes, de competir en categoría profesional, duró poco. Al final, seis puntos se alejaron de la permanencia, puntos que en muchas ocasiones se le escaparon cuando menos se pensaba.

### Consolidación en Segunda División B (2001-11)
En la temporada 2001-02, el Universidad se fusionaba esa temporada con la U. D. Las Palmas y pasaba a ser filial del cuadro amarillo. Solo tres jugadores continuarían en las filas universitarias tras el descenso: José Ojeda, Moisés Trujillo y Alexis Trujillo. El entrenador es Juan Antonio Quintana Nieves. Al equipo se incorporan jugadores de la U. D. Las Palmas "B" (Pachi Castellano, Pedro Vega, Orlando Quintana, David Medina, José Antonio, Miguel Ángel Núñez…). El equipo continuó jugando en Maspalomas, y a pesar de la buena campaña del conjunto universitario que termina en cuarta posición, el descenso a Segunda División A de la U. D. Las Palmas provoca que el equipo, como filial de los amarillos, no pueda disputar la liguilla de ascenso a la división de plata. Curiosamente, el Getafe C. F., que ocupó el lugar dejado por el Universidad, logró ascender a Segunda División.
En la temporada 2002-03, el club negocia la desvinculación del conjunto universitario de la entidad amarilla y se desliga de la U. D. Las Palmas. Don Francisco José Gómez Cáceres, ante la inminente desaparición del Club, se hace cargo del equipo. Vuelve de nuevo a la capital y juega en el estadio Juan Guedes, del barrio de Tamaraceite. David Amaral volvió a la dirección técnica del equipo. Pronto el Universidad se colocó en los primeros puestos de la clasificación. En diciembre el club grancanario facilita el fichaje de Amaral por el C.D. Tenerife. Entonces se hizo cargo del equipo provisionalmente Javier Hernández, hasta entonces entrenador del juvenil. Pronto se incorporó Jesús Domínguez Silva como primer entrenador y forma junto a Javier Hernández(Segundo entrenador) el tándem que termina la temporada. Se gana el campeonato de Segunda División B y se juega liguilla de ascenso, pero finalmente asciende el Cádiz C. F..
En la temporada 2003-04, el Universidad comenzó la temporada jugando sus partidos como local en el Estadio Insular. A partir de enero, el equipo se traslada a jugar sus encuentros al campo de fútbol Municipal Alfonso Silva, situado en las instalaciones deportivas de La Ballena. En el apartado técnico se incorpora al banquillo universitario Toni Cruz. Sin embargo, los jugadores fichados no ofrecen el rendimiento esperado y el entrenador es sustituido por Francisco Castellano. El equipo se clasificó en la décima posición, una de las peores que ha disputado en Segunda División B. La falta de acierto ante el marco rival, con solo 39 goles en todo el campeonato, fue determinante. Así y todo, hasta las últimas jornadas se estuvo con posibilidades de meterse entre los cuatro primeros clasificados.
En la temporada 2004-05, el aruquense Francisco Castellano continua como entrenador. La llegada de nuevos fichajes hace efecto y el Universidad realiza una gran temporada finalizando en segunda posición, solo a seis puntos del líder, el Real Madrid B. De nuevo en la promoción de ascenso, con el nuevo sistema de eliminación, el cuadro grancanario es eliminado a las primeras de cambio por el C.D. Castellón.
En la temporada 2005/06 el Universidad juega de local el primer partido de liga en el Estadio de Gran Canaria, contra la U. D. Las Palmas, a la que derrota por 2 a 1. Era la primera vez que el equipo universitario se enfrentaba al amarillo en encuentro oficial. Tras jugar temporalmente en el Estadio Insular y hasta la temporada 06/07 se juega en el Estadio Alfonso Silva, dónde se consiguen tres participaciones en los play-offs de ascenso de forma consecutiva, cayendo eliminado en todos en la primera ronda. Paco Castellano y Tino Luis Cabrera fueron los entrenadores que lo consiguieron. A partir de la temporada 07/08 se juega en el Estadio Pepe Gonçalvez, también en la capital. Tras dos temporadas irregulares, se consigue la primera clasificación para las eliminatorias de ascenso en dicho estadio. 
La temporada 2008-09 traerá cambios en la entidad universitaria, tomando la presidencia Carlos López Spícoli. El equipo es entrenado por Benjamín Armas. Deportivamente será para olvidar, siendo la peor que se recuerda tras terminar en la parte media de la tabla en la decimosegunda posición, realizando una campaña muy irregular con un bajo número de goles realizados. En la temporada 2009-10 la entidad azulona termina cuarta con José Juan Almeida en los banquillos, dentro de un grupo muy igualado en la parte alta, disputando una Promoción en la que elimina a la U. D. Melilla, pero cayendo eliminados en semifinales ante la U.E. Sant Andreu. Sería la última liguilla de ascenso a Segunda División.
En la temporada 2010-11, el Universidad llega, por primera vez en su historia, a los dieciseisavos de final de la Copa del Rey. El sorteo lo empareja con el Atlético de Madrid (por ese entonces, vigente Supercampeón de Europa) y se logra la mayor asistencia de público en un partido de la historia del club (13 161 espectadores) jugando como local en el Estadio de Gran Canaria, ya que la U. D. Las Palmas permitió el uso para dicha ocasión. El Universidad consiguió un meritorio empate a 1 en el estadio Vicente Calderón pero quedó eliminado al quedar en el global 1-6. El Universidad es de los equipos con más promedio de puntos por temporada, por delante de míticos como el Pontevedra C. F., C. D. Leganés, Barakaldo C. F., o A. D. Ceuta, siendo ese promedio de 64,7 puntos.
En marzo de 2011 el equipo ficha al doctor Eufemiano Fuentes, implicado tanto en la Operación Puerto como en la Operación Galgo contra el dopaje deportivo. Sus funciones son las de jefe médico y asesor del equipo en aspectos nutricionales y de preparación física.

### Desaparición
El 7 de julio de 2011, el club grancanario confirmaba su disolución como club de fútbol tras su descenso a Tercera División por impagos denunciados por la Asociación de Futbolistas Españoles y ante la imposibilidad de asumir una deuda que rondaba los dos millones de euros, por la cual tenía los ingresos bloqueados. En la actualidad, el Universidad de Las Palmas de Gran Canaria C. F. solo sigue existiendo en la categoría de Veteranos, donde compite en Primera y es uno de los mejores equipos de la Isla. Conservan la equipación y el escudo de un club que en su día fue de los más grandes del Archipiélago.

## Himno
El Universidad de Las Palmas de Gran Canaria Club de Fútbol tiene un himno estrenado en el año 2015 llamado "Himno de Universidad de Las Palmas de Gran Canaria Club de Futbol".

## Uniforme
En sus inicios, el Vegueta Universidad vestía con camiseta verde y pantalones blancos, pero desde que pasó a denominarse con el mismo nombre de la Universidad, cambió su vestimenta titular por el azul marino (de ahí su mote "el séptimo de caballería"). Durante los años mezcló el azul marino con ribetes amarillos o blancos. En la temporada 2005-06 deja de lucir el amarillo como color secundario y pasa a ser un naranja-ocre. En la temporada siguiente, el blanco deja de ser el color del uniforme suplente y pasa a ser el naranja-ocre (aunque el nombre del color es el amarillo dorado). Las vestimentas, tanto del primer equipo, como de los filiales, eran de la marca deportiva Puma.

### Evolución del uniforme titular
| 1994-1996 | 1996-1998 | 1998-1999 | 1999-2002 | 2002-2003 | 2003-2005 | 2005-2007 | 2007-2011 |

### Evolución del uniforme suplente
| 1998-2002 | 2002-2003 | 2003-2006 | 2006-2011 |

## Instalaciones

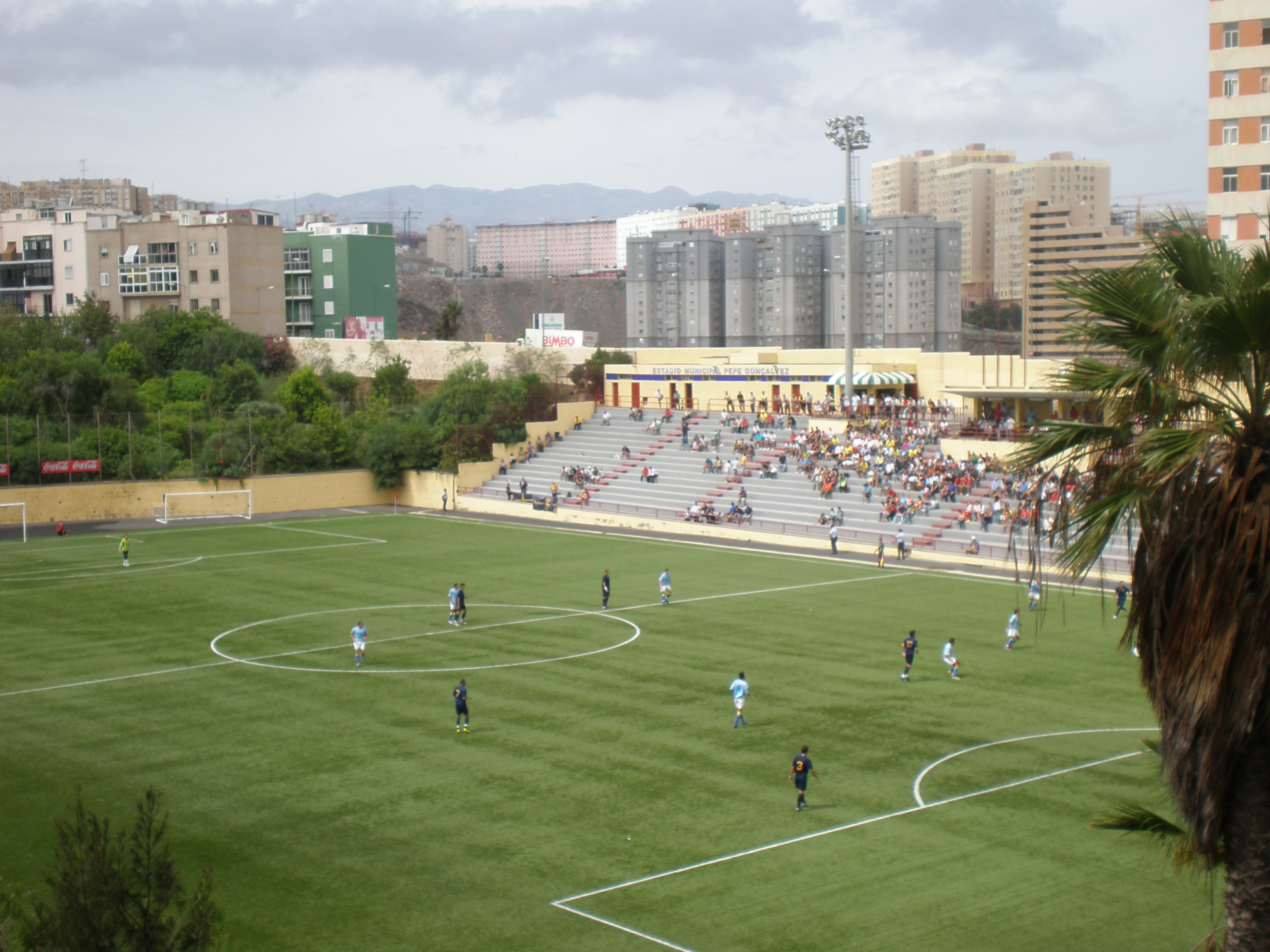
Vista del estadio Pepe Gonçalvez.

### Estadio Pepe Gonçalvez
El Universidad llegó a jugar sus partidos oficiales como local hasta en siete campos de fútbol distintos, siendo el último el Estadio Pepe Gonçalvez desde el año 2007 hasta la desaparición del club. Se encuentra situado en el barrio de Escaleritas, en Las Palmas de Gran Canaria. Es a su vez, el estadio local de otros equipos capitalinos.

### Otras instalaciones
El club usaba también otras instalaciones de la ciudad para realizar sus entrenamientos, o bien, para acoger los partidos de sus filiales. Entre ellos se encontraban: el Estadio Alfonso Silva (equipo femenino), el Estadio Jorge Pulido (primer filial) y el Campus Universitario (resto de filiales).

### Cambios de estadio
A lo largo de su historia, el primer equipo usó como local las instalaciones de Barranco Seco (usado para los entrenamientos de la U. D. Las Palmas), estadios de césped artificial como el del Campus Universitario, Tamaraceite y Alfonso Silva, y de césped natural como el Estadio Municipal de Maspalomas y el histórico Estadio Insular.

## Jugadores

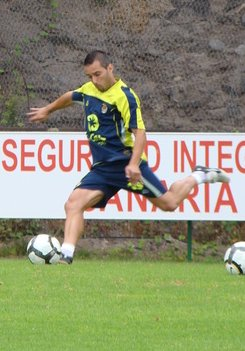
Pedro Vega marcó 21 goles durante su estancia en el club.

Durante la historia del club, alrededor de 150 jugadores vistieron su camiseta. El máximo goleador ha sido Ángel Sánchez Armas, que marcó 54 goles en sus seis temporadas como jugador del equipo, entre 2004 y 2011. El jugador con más partidos fue José Manuel Ojeda, con 339 partidos, entre 1998 y 2011. Los primeros futbolistas extranjeros que pasaron por las filas del Universidad de Las Palmas fueron el sueco Dani Olsson y el venezolano Jonay Hernández, que llegaron al equipo en el año 1998. En total, fueron trece los extranjeros que debutaron con el equipo: cuatro uruguayos, tres argentinos, dos venezolanos, un surinamés, un alemán, un sueco y un brasileño.

### Estadísticas
| Máximos goleadores          | Máximos goleadores | Máximos goleadores | Más partidos disputados | Más partidos disputados | Más partidos disputados |
| Nº                          | Jugador            | Goles              | Nº                      | Jugador                 | Partidos                |
| --------------------------- | ------------------ | ------------------ | ----------------------- | ----------------------- | ----------------------- |
| 1.                          | Ángel Sánchez      | 54                 | 1.                      | 'José Ojeda'            | 365                     |
| 2.                          | Jonathan Sesma     | 46                 | 2.                      | Sergio Hernández        | 345                     |
| 3.                          | José Ojeda         | 34                 | 3.                      | Pachi                   | 258                     |
| 4.                          | Alexis Trujillo    | 23                 | 4.                      | Ismael Santana          | 240                     |
| 5.                          | Ángel Luis         | 21                 | 4.                      | Moisés Trujillo         | 240                     |
| 5.                          | Pedro Vega         | 21                 | 5.                      | David Medina            | 235                     |
| Datos en categoría nacional |                    |                    |                         |                         |                         |

### Trofeos individuales
Máximo goleador del campeonato
- Jonathan Sesma: Segunda División B, 20 goles en la temporada 2002-03.[24]

## Parcela técnica

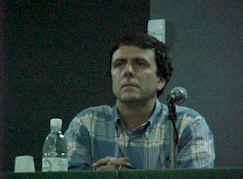
Eufemiano Fuentes perteneció al cuerpo técnico del club durante 2011. Foto del año 2000.

Desde 1997, el Universidad tuvo 18 cambios de entrenador (sumando los interinajes). Entre esos 18, varios de ellos dirigieron al equipo en una segunda época. 15 personas diferentes han ocupado el cargo de entrenador en la historia del club. En cuanto a número de partidos dirigidos, Tino Luis Cabrera es el más estable y duradero con 142 partidos (2 temporadas completas y otras dos medias). Le siguen David Amaral con 80 partidos, José Juan Almeida con 63 partidos, Paco Castellano con 61 partidos y Álvaro Pérez con 43 encuentros. Si hablamos de éxitos deportivos, el equipo grancanario posee 2 ascensos (1 a Segunda División B y 1 a Segunda). De esa cifra, el primero fue conseguido por José Florido y el segundo por David Amaral. Respecto a las nacionalidades de los entrenadores, todos han sido españoles.

### Más partidos
| Pos | Entrenador        | Carrera               | Partidos | PG | PE | PP |
| --- | ----------------- | --------------------- | -------- | -- | -- | -- |
| 1   | Tino Luis Cabrera | 2005-2008 y 2009-2010 | 142      | 69 | 37 | 36 |
| 2   | David Amaral      | 1999-2001 y 2002-2003 | 80       | 35 | 22 | 23 |
| 3   | José Juan Almeida | 2009-2011             | 63       | 29 | 17 | 17 |
| 4   | Paco Castellano   | 2003-2005 y 2007-2008 | 61       | 31 | 13 | 17 |
| 5   | Álvaro Pérez      | 1998-1999             | 43       | 17 | 18 | 8  |

- Datos en categoría nacional[26]

## Presidentes
| Período   | Presidente                   | Observaciones |
| --------- | ---------------------------- | ------------- |
| 1994-1996 | Alejandro Morales Martín     |               |
| 1996-2002 | Alfredo Morales Martín       |               |
| 2002-2008 | Francisco José Gómez Cáceres |               |
| 2008-2011 | Carlos López Spícoli         |               |

## Datos del club

### Denominaciones
A lo largo de su historia, la entidad cambió su denominación por diversas circunstancias hasta la última de Universidad de Las Palmas de Gran Canaria Club de Fútbol. El club se fundó bajo el nombre de Vegueta Universidad Club de Fútbol.
A continuación se listan las distintas denominaciones que dispuso el club a lo largo de su historia:
- Vegueta Universidad Club de Fútbol (1994-1996)
- Universidad de Las Palmas de Gran Canaria Club de Fútbol (1996-2011)

### Trayectoria
Línea de trayectoria en el campeonato de liga.
- Temporadas en 2.ª: 1Fabrizio Ronchetti, jugador del equipo en la temporada 2008-09.[35]
  - Mejor puesto: 20.º (2000-01)
- Temporadas en 2.ªB: 12

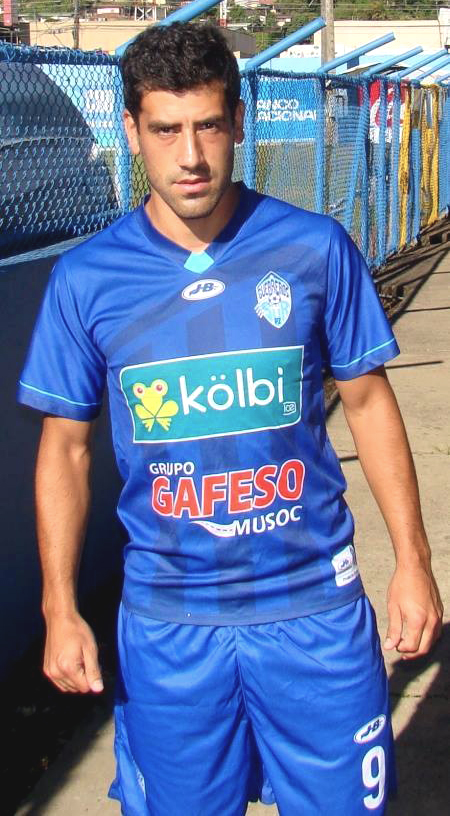
Fabrizio Ronchetti, jugador del equipo en la temporada 2008-09.

  - Mejor puesto: 1.º (1999-00, 2002-03 y 2005-06)
  - Peor puesto: 12.º (2008-09)
- Temporadas en 3.ª: 1
  - Mejor puesto: 1.º (1997-98)
- Temporadas en Preferente: 1
  - Mejor puesto: 1.º (1996-97)
- Temporadas en 1.ª Regional: 1
  - Mejor puesto: 1.º (1995-96)
- Temporadas en 2.ª Regional: 1 
  - Mejor puesto: 1 (1994-95)
- Participaciones en Copa del Rey: 9
  - Mejor trayectoria: 1/16 de final (2010-11)

### Registro de temporadas
| Temporada | División       | Posición | Copa del Rey     |
| --------- | -------------- | -------- | ---------------- |
| 1994-95   | 2.ª Regional   | 1.º      | -                |
| 1995-96   | 1.ª Regional   | 1.º      | -                |
| 1996-97   | Preferente     | 1.º      | -                |
| 1997-98   | 3.ª División   | 1.º      | -                |
| 1998-99   | 2.ª División B | 2.º      | 1.ª ronda previa |
| 1999-00   | 2.ª División B | 1.º      | 1.ª ronda previa |

| Temporada | División       | Posición | Copa del Rey  |
| --------- | -------------- | -------- | ------------- |
| 2000-01   | 2.ª División   | 20.º     | 1/32 de final |
| 2001-02   | 2.ª División B | 4.º      | -             |
| 2002-03   | 2.ª División B | 1.º      | -             |
| 2003-04   | 2.ª División B | 10.º     | Ronda previa  |
| 2004-05   | 2.ª División B | 2.º      | -             |
| 2005-06   | 2.ª División B | 1.º      | Ronda previa  |

| Temporada | División       | Posición | Copa del Rey  |
| --------- | -------------- | -------- | ------------- |
| 2006-07   | 2.ª División B | 4.º      | Tercera ronda |
| 2007-08   | 2.ª División B | 6.º      | Segunda ronda |
| 2008-09   | 2.ª División B | 12.º     | Tercera ronda |
| 2009-10   | 2.ª División B | 4.º      | -             |
| 2010-11   | 2.ª División B | 5.º      | 1/16 de final |

- Ascenso
- Descenso

## Palmarés
El Universidad de Las Palmas acumuló en sus años de historia varios trofeos. Entre ellos destacan por importancia: tres Ligas de Segunda División B y una Liga de Tercera División en los campeonatos nacionales, una Liga Interinsular Preferente, una Liga de Primera Regional y una Liga de Segunda Regional en ámbito regional.
En la segunda competición liguera a nivel español, la Segunda División, disputó una edición, en la que logró un vigésimo puesto como mejor resultado en la temporada 2000-01 y en donde ocupa el centésimo trigésimo tercero lugar en su clasificación histórica. En sus registros en la Segunda División B, llegó a acumular un total de doce temporadas, siendo los campeonatos de 1999-00, 2002-03 y 2005-06 su mejor participación. En cuanto a la Copa del Rey, los dieciseisavos de final que alcanzó en la temporada 2010-11 fue su mejor resultado. Cabe destacar sus 3 títulos del Memorial Carlos Fuentes, así como un Torneo de San Ginés y un Trofeo Teide.

### Torneos regionales
| Competición Regional                         | Títulos | Subcampeonatos |
| -------------------------------------------- | ------- | -------------- |
| Interinsular Preferente de Las Palmas (1)    | 1996-97 |                |
| Primera Regional Aficionado-Gran Canaria (1) | 1995-96 |                |
| Segunda Regional Aficionado-Gran Canaria (1) | 1994-95 |                |

### Torneos nacionales
| Competición Nacional             | Títulos                    | Subcampeonatos    | Tercero |
| -------------------------------- | -------------------------- | ----------------- | ------- |
| Segunda División B de España (3) | 1999-00, 2002-03 y 2005-06 | 1998-99 y 2004-05 |         |
| Tercera División de España (1)   | 1997-98                    |                   |         |

### Torneos amistosos
- 3 Memoriales Carlos Fuentes: 2005, 2008 y 2009.[36] (Récord)
- 1 Torneo de San Ginés: 2006.[37]
- 1 Trofeo Teide: 2000.[38]

## Cantera

### Universidad "B"

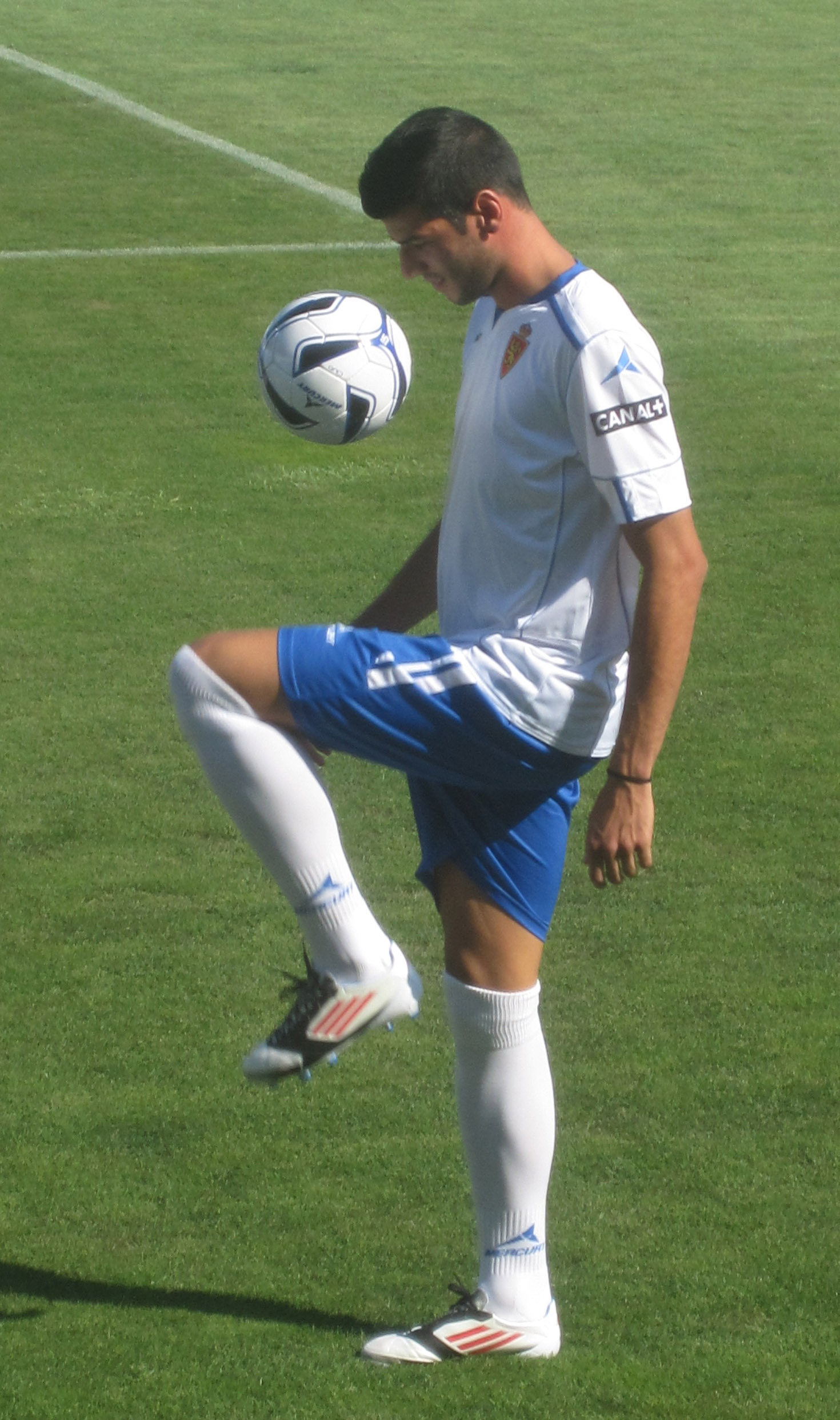
Javi Álamo se formó en el filial.

El equipo filial del Universidad era el Universidad de Las Palmas de Gran Canaria Club de Fútbol "B". Fue fundado en 1998 y empezó a jugar en categorías regionales. Fueron ascendiendo de categoría hasta alcanzar la Tercera División en la temporada 2003-04. Se mantuvo en ella durante tres temporadas hasta descender a Preferente al terminar la temporada 2005-06. Al año siguiente se proclamaron campeones de la categoría y ascendieron nuevamente a Tercera División. En la temporada 2009-10 acabó el penúltimo clasificado y terminó descendiendo nuevamente. En total, ha jugado 6 temporadas en Tercera División.

### Palmarés
Títulos ganados por el filial a lo largo de su historia:
- 1 Liga de Segunda Regional: 1998-99
- 1 Liga de Primera Regional: 1999-00
- 3 Ligas de Interinsular Preferente: 2000-01, 2002-03 y 2006-07